# Paul Laus
Paul Laus (* 26. září 1970, Beamsville, Kanada) je bývalý kanadský hokejový obránce.

## Život
Draftován byl v roce 1989 týmem Pittsburgh Penguins ve druhém kole. V Pittsburghu však příležitost nastoupit v NHL nedostal. V roce 1993 si ho v rozšiřovacím draftu vybral nově vzniklý tým Florida Panthers.
V dresu Floridy Panthers odehrál 9 sezón. Nastoupil celkem k 530 zápasům v základní části a 30 v play-off. V základní části vstřelil 14 gólů a zaznamenal 58 asistencí, v play-off přidal dva góly a 14 asistencí.